# 花園村 (熊本県飽託郡)
花園村（はなぞのむら）は、熊本県の北部、飽託郡にかつてあった村である。

## 地理
- 河川：井芹川
- 山：荒尾山、天狗山、本妙寺山

## 歴史
- 1874年 - 牧崎村、中尾村、井芹村、柿原村が合併し花園村となる。
- 1889年4月1日 - 町村制が施行。一村単独村政で飽田郡花園村となる。
- 1896年4月1日 - 飽田郡と託麻郡が合併し飽託郡となる。
- 1921年6月1日 - 熊本市に編入。

## 学校
- 花園小学校（のちの花園尋常小学校、現在の熊本市立花園小学校）